# Macierz Cabibbo-Kobayashiego-Maskawy
Macierz Cabibbo-Kobayashiego-Maskawy (także niepopr. macierz Cabibbo-Kobayashi-Maskawa, skr. macierz CKM) – w Modelu Standardowym fizyki cząstek elementarnych macierz łącząca stany własne kwarków ze względu na oddziaływanie słabe ze stanami własnymi masy. Dla trzech generacji kwarków
{\displaystyle \left({\begin{array}{c}d'\\s'\\b'\end{array}}\right)=\left({\begin{array}{c}V_{ud}&V_{us}&V_{ub}\\V_{cd}&V_{cs}&V_{cb}\\V_{td}&V_{ts}&V_{tb}\end{array}}\right)\left({\begin{array}{c}d\\s\\b\end{array}}\right).}
Po prawej stronie występują czyste stany kwarków o ładunku elektrycznym –1/3: dolnego, dziwnego i spodniego (pięknego), zaś po lewej stany własne ze względu na oddziaływania słabe. Zespolone współczynniki {\displaystyle V_{ij}} tworzą macierz CKM. Fizycznie {\displaystyle \left|V_{ij}^{2}\right|} jest prawdopodobieństwem przejścia kwarku {\displaystyle i} w {\displaystyle j} w wyniku oddziaływania słabego.
W ogólności zespolona macierz typu 3×3 ma 18 wolnych parametrów rzeczywistych. Macierz CKM musi być jednak unitarna, co narzuca ograniczenia na wartości współczynników i wprowadza zależności między nimi. Ponadto globalne fazy fizycznych pól są nieobserwowalne, co pozwala na dalszą eliminację parametrów. Ostatecznie, w najbardziej ogólnej postaci, macierz CKM ma cztery wolne parametry: trzy „kąty mieszania” i jedną fazę, odpowiedzialną za łamanie parzystości CP.
Macierz w powyższej postaci dla trzech generacji wraz z jej parametryzacją została pierwszy raz podana przez Makoto Kobayashiego i Toshihide Maskawę w pracy opublikowanej w roku 1973. Stanowiła ona uogólnienie wprowadzonej przez Nicolę Cabibbo macierzy mieszania dla dwóch generacji zawierającej tylko jeden wolny parametr zwany kątem Cabibbo.
Model Standardowy nie oferuje żadnych teoretycznych przewidywań względem współczynników macierzy CKM – są to parametry wolne modelu i muszą być wyznaczone doświadczalnie. W 2020 roku najlepszym oszacowaniem ich amplitud jest:
{\displaystyle {\begin{bmatrix}|V_{ud}|&|V_{us}|&|V_{ub}|\\|V_{cd}|&|V_{cs}|&|V_{cb}|\\|V_{td}|&|V_{ts}|&|V_{tb}|\end{bmatrix}}={\begin{bmatrix}0{,}97401\pm 0{,}00011&0{,}22650\pm 0{,}00048&0{,}00361_{-0{,}00009}^{+0{,}00011}\\0{,}22636\pm 0{,}00048&0{,}97320\pm 0{,}00011&0{,}04053_{-0{,}00061}^{+0{,}00083}\\0{,}00854_{-0{,}00016}^{+0{,}00023}&0{,}03978_{-0{,}00060}^{+0{,}00082}&0{,}999172_{-0{,}000035}^{+0{,}000024}\end{bmatrix}}.}

## Parametryzacje macierzy CKM
Parametryzacją macierzy CKM nazywamy wyrażenie wszystkich jej elementów przez cztery parametry rzeczywiste. Istnieje nieskończenie wiele możliwych parametryzacji, poniżej przedstawione są najczęściej używane.

### Parametryzacja Kobayashiego-Maskawy

Kąt Cabibbo

Historycznie pierwszą parametryzację macierzy CKM podali Kobayashi i Maskawa w swej oryginalnej pracy. Wyraża ona wszystkie elementy macierzy przez trzy kąty mieszania: {\displaystyle \theta _{1},} {\displaystyle \theta _{2}} i {\displaystyle \theta _{3},} oraz kąt fazy {\displaystyle \delta .} Kąt {\displaystyle \theta _{1}} jest identyfikowany z kątem Cabibbo. Wprowadzając oznaczenia:
{\displaystyle s_{i}=\sin \theta _{i},\qquad c_{i}=\cos \theta _{i}}
możemy macierz CKM w tej parametryzacji zapisać następująco:
{\displaystyle V=\left({\begin{array}{c}c_{1}&-s_{1}c_{3}&-s_{1}s_{3}\\s_{1}c_{2}&c_{1}c_{2}c_{3}-s_{2}s_{3}e^{i\delta }&c_{1}c_{2}s_{3}+s_{2}c_{3}e^{i\delta }\\s_{1}s_{2}&c_{1}s_{2}c_{3}+c_{2}s_{3}e^{i\delta }&c_{1}s_{2}s_{3}-c_{2}c_{3}e^{i\delta }\end{array}}\right).}

### Parametryzacja standardowa
Parametryzacja ta została zaproponowana przez Ling-Lie Chau i Wai-Yee Keunga w roku 1984 i jest promowana jako standard przez Particle Data Group. Wyraża ona wszystkie elementy macierzy przez trzy kąty mieszania pomiędzy generacjami {\displaystyle \theta _{12},} {\displaystyle \theta _{13}} i {\displaystyle \theta _{23},} oraz łamiący CP kąt fazy {\displaystyle \delta .} Wprowadzając, podobnie jak w poprzednim przypadku, oznaczenia
{\displaystyle s_{ij}=\sin \theta _{ij},\qquad c_{ij}=\cos \theta _{ij}}
macierz CKM możemy zapisać jako
{\displaystyle V=\left({\begin{array}{c}c_{12}c_{13}&s_{12}c_{13}&s_{13}e^{-i\delta }\\-s_{12}c_{23}-c_{12}s_{23}s_{13}e^{i\delta }&c_{12}c_{23}-s_{12}s_{23}s_{13}e^{i\delta }&s_{23}c_{13}\\s_{12}s_{23}-c_{12}c_{23}s_{13}e^{i\delta }&-c_{12}s_{23}-s_{12}c_{23}s_{13}e^{i\delta }&c_{23}c_{13}\end{array}}\right).}
Kąt {\displaystyle \theta _{12}} jest identyfikowany z kątem Cabibbo.
Zaletą parametryzacji standardowej jest to, że wyrazy zawierające część urojoną występują w niej zawsze w połączeniu z {\displaystyle s_{13},} są więc małe (z doświadczenia wiadomo, że {\displaystyle \sin \theta _{13}} jest rzędu {\displaystyle 10^{-3}}).

### Parametryzacja Wolfensteina
W przybliżonych obliczeniach często wykorzystywana jest parametryzacja Wolfensteina. Parametryzacja ta wykorzystuje obserwowaną doświadczalnie hierarchiczność kątów mieszania:
{\displaystyle \sin \theta _{13}\ll \sin \theta _{23}\ll \sin \theta _{12}\ll 1}
do przedstawienia macierzy CKM w postaci
{\displaystyle V={\begin{pmatrix}1-\lambda ^{2}/2&\lambda &A\lambda ^{3}(\rho -i\eta )\\-\lambda &1-\lambda ^{2}/2&A\lambda ^{2}\\A\lambda ^{3}(1-\rho -i\eta )&-A\lambda ^{2}&1\end{pmatrix}}+O(\lambda ^{4}).}
parametry {\displaystyle \lambda ,} {\displaystyle A,} {\displaystyle \rho } i {\displaystyle \eta } związane są z kątami mieszania parametryzacji standardowej w następujący sposób:
{\displaystyle \sin \theta _{12}=\lambda ,\quad \sin \theta _{23}=A\lambda ^{2},\quad \sin \theta _{13}e^{i\delta }=A\lambda ^{3}(\rho +i\eta ).}
Jak widać z powyższego zapisu, parametryzacja Wolfensteina jest przybliżona z dokładnością do wyrazów rzędu czwartej potęgi sinusa kąta Cabibbo. Istnieją też wersje parametryzacji Wolfensteina dokładne do wyższych rzędów w {\displaystyle \lambda .}

## Trójkąt unitarności

Trójkąt unitarności

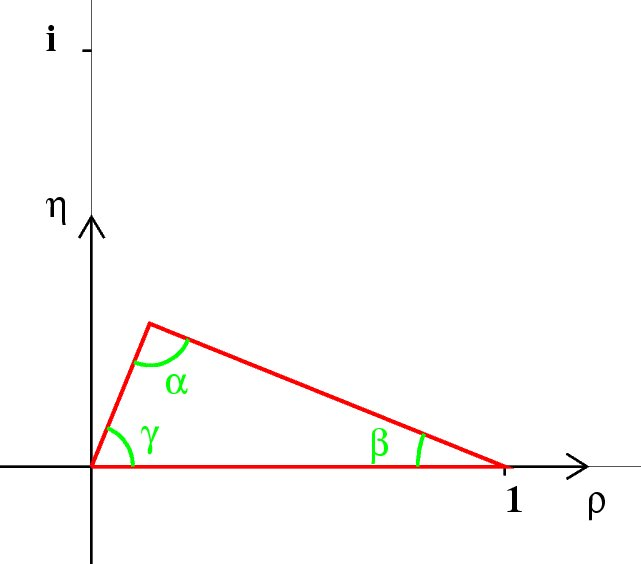
Trójkąt macierzy CKM

Macierz CKM jest unitarna, co oznacza między innymi, że spełniony jest warunek:
{\displaystyle \sum _{k}V_{ik}V_{jk}^{*}=0\quad {\mbox{dla}}\quad i\neq j.}
Zerowanie się sumy trzech liczb zespolonych oznacza, że liczby te są bokami pewnego trójkąta w płaszczyźnie zespolonej. Trójkąt ten jest nazywany jest trójkątem unitarności. Parę różnych wskaźników {\displaystyle i,} {\displaystyle j} możemy wybrać na sześć sposobów, co oznacza, że możemy narysować sześć różnych trójkątów unitarności dla danej macierzy. Można udowodnić, że wszystkie te trójkąty mają takie samo pole powierzchni i jest ono związane z wielkością łamania CP w modelu.
Najczęściej stosowany jest trójkąt unitarności wynikający z zastosowania warunku unitarności do kolumn 1 i 3:
{\displaystyle V_{ud}V_{ub}^{*}+V_{cd}V_{cb}^{*}+V_{td}V_{tb}^{*}=0.}
Jeżeli dodatkowo podzielimy to równanie stronami przez {\displaystyle V_{cd}V_{cb}^{*},} wówczas opisywany przez nie trójkąt będzie miał wierzchołki w punktach {\displaystyle (0,0),} {\displaystyle (1,0)} i {\displaystyle ({\bar {\rho }},{\bar {\eta }}),} gdzie parametry {\displaystyle {\bar {\rho }},\ {\bar {\eta }}} są blisko związane z parametrami {\displaystyle \rho ,\ \eta } z parametryzacji Wolfensteina. Trójkąt ten jest więc dogodnym sposobem graficznego przedstawiania wyników pomiarów parametrów łamania CP w modelu standardowym.